# Сосновый Гарт
 Сосновый Гарт  — село в Большеберезниковском районе Мордовии в составе Шугуровского сельского поселения.

## География
Находится на расстоянии примерно 16 километров по прямой на север от районного центра села Большие Березники.

## История
Известно с 1863 года как удельная деревня из 80 дворов. Название означает остатки от производства поташа, селитры и дегтя.

## Население
| 2002 | 2010 |
| ---- | ---- |
| 38   | ↘0   |

Постоянное население составляло 38 человек (русские 89 %) в 2002 году, 0 в 2010 году.